# Université de Bordeaux
Ne doit pas être confondu avec Université Bordeaux Montaigne.
L’université de Bordeaux est une université française fondée en 1441. Elle dispose de plus de 50 000 étudiants et 6 000 enseignants-chercheurs en droit, médecine, sciences politiques, sciences, psychologie, technologie et sciences humaines.
Il s'agit de la plus grande université de Nouvelle-Aquitaine. Elle est installée à Bordeaux, notamment sur le domaine universitaire de Talence Pessac Gradignan, mais aussi dans les villes d'Agen, de Périgueux et d'Arcachon. Elle dispose des labels d'Initiative d'excellence (Idex), Laboratoires d'excellence (Labex), Équipements d'excellence et coordonne l'alliance universitaire européenne Enlight depuis le 1er septembre 2020.
Parmi les meilleures universités au monde, en 2021, elle se classe à la 7e place des meilleures universités françaises selon le Times Higher Education et 151e université au niveau mondial en 2017 selon le classement de Shanghai.
Il existe deux universités dans la métropole de Bordeaux depuis 2014, l’université de Bordeaux et l’université Bordeaux-Montaigne.

## Histoire

### Antiquité romaine
Alors que Bordeaux s’appelait encore Burdigala, et qu'elle se retranchait progressivement derrière de solides remparts pour se protéger des invasions, une première université fut fondée en 286. La ville, après avoir perdu son importance économique, devint un centre administratif. Le but de cette université était de faciliter le recrutement des administrateurs, qui se devaient d'être lettrés et habiles à parler. La nouvelle université comptait seulement deux facultés, une pour la grammaire, qui permettait de s'initier aux langues grecque et latine, et une faculté de rhétorique, où étaient enseignés l'éloquence et les commentaires des textes classiques. Le rayonnement de cette nouvelle institution attira des lettrés du nord de la Gaule, de Syracuse (actuelle Sicile) ou d’Athènes (Grèce). Parmi ses professeurs, appelés rhéteurs, on trouve le célèbre poète Ausone qui a y aussi été élève. Également Sulpice Sévère y fondera une méthode historique scientifique.

### La Révolution
En 1441, la ville de Bordeaux étant sous domination anglaise, les « escholiers » bordelais ont des difficultés à se rendre à l'université de Paris. La ville désire donc créer sa propre université. À la demande de l’archevêque de Bordeaux, le pape Eugène IV crée un studium generale (théologie, droit, médecine et arts) sous l’autorité de Pey Berland. Après la guerre de Cent Ans, l’Aquitaine passant au domaine du roi de France, l’université passe peu à peu sous le contrôle du pouvoir royal. Mal équipé et sans traditions, cet organisme n’a qu’un faible rayonnement. Nombre d’étudiants bordelais vont, comme Michel de Montaigne, suivre les cours de l’université de Toulouse ou de Montpellier. En réaction à l’insuffisance du collège des arts de l’université, la Jurade crée le Collège de Guyenne en 1553.
François de Foix fonde une chaire de mathématiques en 1591.
L’université ne connaît pas de développement lors de la Renaissance, et en 1709, Laplace écrit au contrôleur général des finances : « Le Collège des lois de Bordeaux est entièrement désert et abandonné par la négligence des professeurs du droit à y faire leur devoir ». L’opposition entre le collège des Jésuites et l’université ne cesse de s’accroître jusqu’à la suppression de la Compagnie de Jésus. À partir de 1713, l’académie des sciences, belles-lettres et arts de Bordeaux constitue le pôle savant et artistique de la ville.
En 1793, la Convention supprime les universités. L’école centrale de Bordeaux, qui la remplace est inaugurée le 4 mai 1796 dans les bâtiments du collège de Guyenne.

### Empires et Restauration

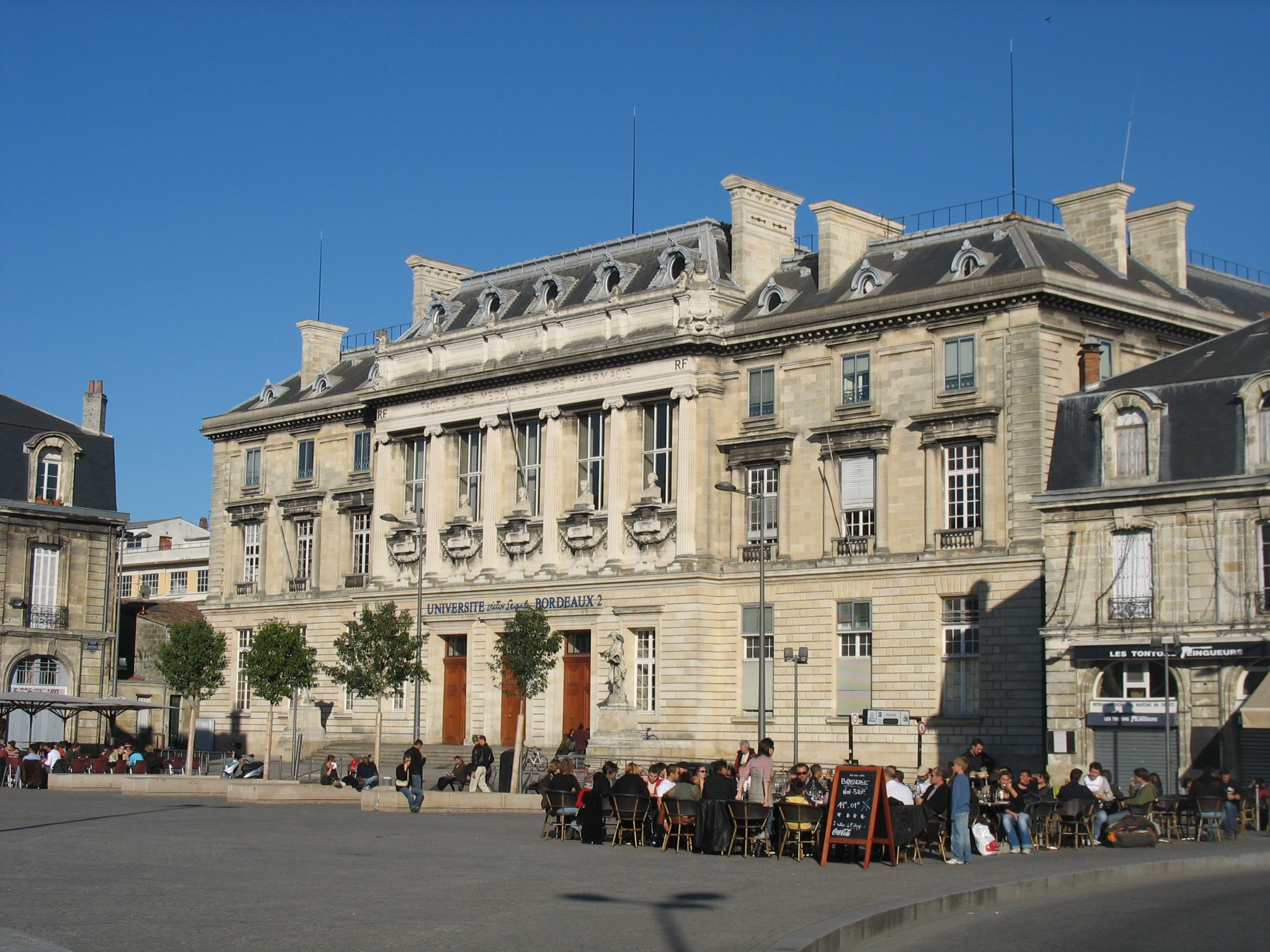
Le bâtiment de la faculté de médecine et de pharmacie, place de la Victoire. Le bâtiment, inscrit Monument historique, abrite aujourd’hui les formations en sciences de l’Homme (2006).

Les facultés sont rouvertes par Napoléon Ier, elles constituent la partie de l’enseignement supérieur dans l’Université de France (grande administration de l’éducation). Durant la monarchie de Juillet, de nombreuses facultés sont ouvertes, mais elles se contentent d’assurer la collation des grades. Le 31 octobre 1815, dix-sept facultés des lettres, dont celle de Bordeaux, sont supprimées.
La faculté de théologie, inaugurée en 1808, n’a d’abord que trois chaires. Il faut attendre 1847 pour qu’elle retrouve les six chaires qu’elle avait avant la Révolution. À partir de 1839, elle est installée dans les mêmes locaux que les facultés de lettres et de sciences. Les cours sont interrompus entre 1848 et 1853. Le cardinal Donnet s'emploie à faire venir des professeurs compétents. La faculté est supprimée en 1855.
Le 23 janvier 1838, le conseil municipal de Bordeaux accepte la proposition de Salvandy de créer à Bordeaux des facultés des sciences et des lettres. L'ordonnance du 24 août 1838 rétablit la faculté des lettres et crée celle des sciences. La faculté des lettres est dotée de cinq chaires : philosophie, histoire, littérature ancienne, littérature françaises et, ce qui constitue une innovation, littérature étrangère. La faculté des sciences inclut six chaires : mathématiques pures, astronomie et mathématique rationnelle, physiques, chimie, zoologie et physiologie animale, botanique, minéralogie et géologie. Les deux facultés sont inaugurées le 16 novembre 1839, installées dans une annexe de l'hôtel de ville. Malgré des professeurs de renom comme Francisque Michel, l'activité scientifique de ses facultés est assez faible.
La médecine est enseignée à l'École de médecine et de pharmacie de Bordeaux, fondée par la loi du 26 mars 1829.

### Troisième République
Fermée depuis 1793, la faculté de droit est rouverte en 1870. Elle s’installe à proximité de la cathédrale Saint-André de Bordeaux en 1873. Fernand Faure enseigne l’économie libérale et Léon Duguit le droit international.
L’école de médecine est transformée en faculté de médecine et de pharmacie par la loi du 10 décembre 1874 et le décret du 16 juin 1878. Elle s’installe en 1888 place d’Aquitaine (actuellement place de la Victoire) dans un bâtiment construit par Jean-Louis Pascal (1876-1888, 1902-1922). Les travaux des professeurs de la faculté ont une grande notoriété (Eugène Azam et Albert Pitres sur l’hypnotisme, Xavier Arnozan sur la dermatologie, Jean-Alban Bergonié sur la cancérologie).
Le 13 mai 1879 et le 20 juillet 1880, le conseil municipal adopte le projet de l’architecte Charles Durand (1824-1891) visant à transférer les facultés sur le terrain du lycée du couvent des feuillants, lui-même déplacé au collège des jésuites. Les travaux commencés à la fin 1880 sont terminés au printemps 1885. Le nouveau bâtiment, situé cours Pasteur, est attribué aux facultés le 16 janvier 1886. En 1877, des maîtrises de conférences et de nouvelles chaires sont créées. Le premier titulaire de la chaire d’astronomie physique, Georges Rayet fonde l’observatoire de Bordeaux à Floirac en 1878. Il est rattaché à l’université le 1er janvier 1900. Un professeur de chimie, Ulysse Gayon fonde l’école de chimie en 1891 pour soutenir l’agriculture et le commerce bordelais.
La loi du 18 juillet 1896, due à un ancien professeur de la faculté des lettres de Bordeaux, Louis Liard, constitue l’université de Bordeaux avec ses quatre facultés : lettres, droit, sciences, médecine et pharmacie. Les facultés se développent et de nouvelles chaires sont ouvertes. La faculté des lettres compte onze chaires au début du XXe siècle, dont celle d’histoire de Bordeaux et du Sud-Ouest de la France ouvert en 1891 avec l’enseignement de Camille Jullian. Émile Durkheim enseigne la sociologie entre 1887 et 1902.
Au début du XXe siècle, l’université compte quelques milliers d’étudiants et se situe au quatrième rang des universités françaises. En août 1914, lors de la Première Guerre mondiale, les bâtiments universitaires sont réquisitionnés par le gouvernement replié à Bordeaux. Pendant l’entre-deux-guerres, les effectifs augmentent d’un peu moins de 50 %, l’université de Bordeaux a des liens particuliers avec l’Outre-Mer et ses facultés organisent le baccalauréat pour le Maroc, le Sénégal. Avec la Seconde Guerre mondiale, les locaux abritent à nouveau le gouvernement. Puis pendant l’Occupation, les bâtiments sont utilisés par les Allemands, les étudiants sont menacés par le STO et le régime de Vichy révoque certains professeurs.

### Quatrième République

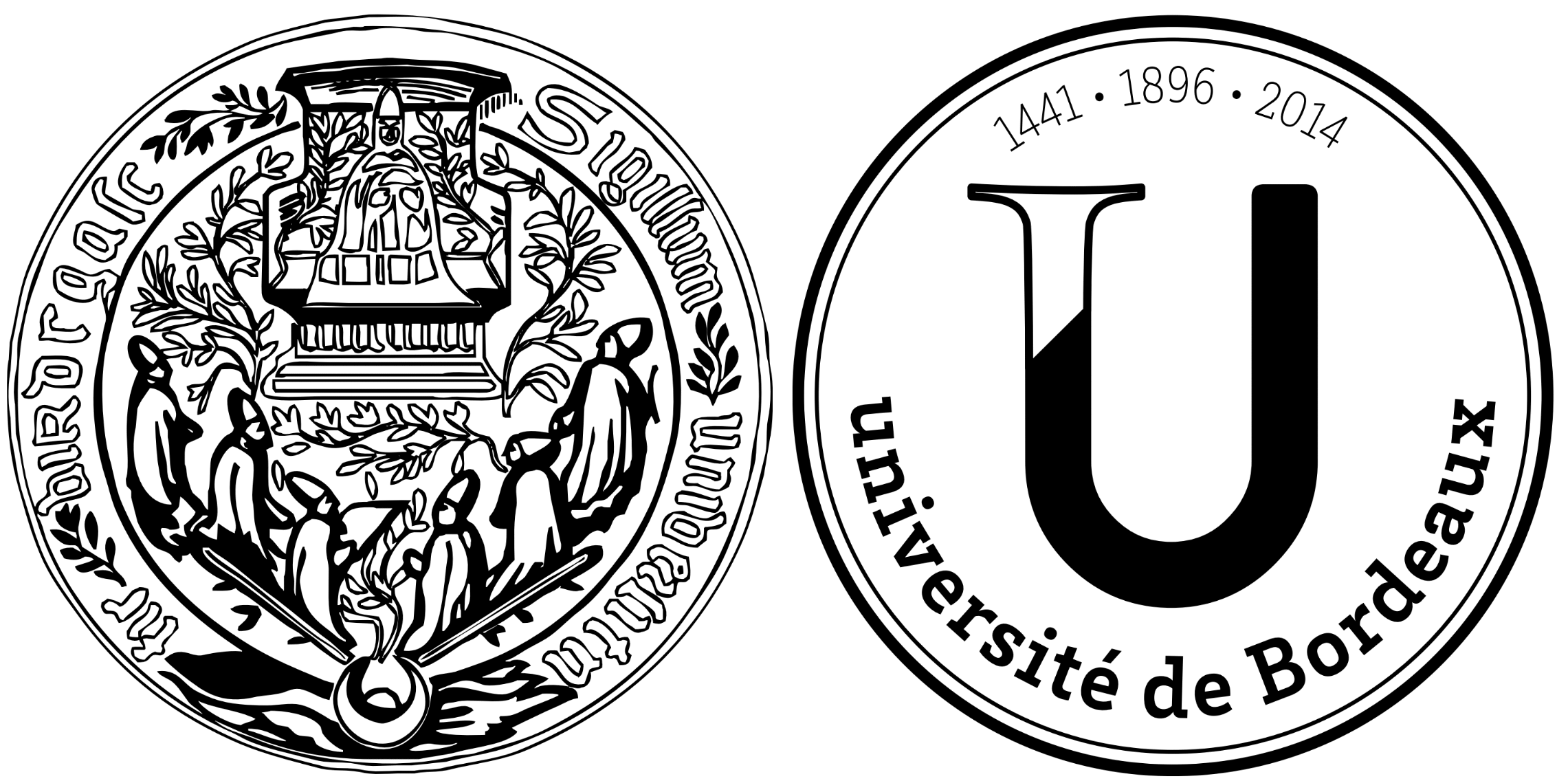
Le sceau de l’université de Bordeaux entre 1441 et 1793.

Au milieu du XXe siècle, l’université compte 8 000 étudiants, ce qui la situe au deuxième rang des universités françaises derrière Paris. Ils sont répartis entre les facultés de droit (29 %), médecine (28 %), lettres (23 %) et sciences (15 %). Au début des années 1960 les effectifs d’étudiants sont à 13 000 et à la veille de 1968 25 000, le nombre d’enseignants augmente lui aussi de manière spectaculaire. De plus la parité de sexe est atteinte en 1968, alors qu’on comptait en 1945 deux fois plus de filles que de garçons chez les étudiants. Face à ces transformations, les locaux deviennent trop petits et la plupart des facultés déménagent vers un nouveau campus : le domaine universitaire de Talence Pessac Gradignan (sciences en 1960, droit en 1966-67, lettres en 1971). Dans le même temps des annexes s’installent à Pau, mais aussi au Maghreb et aux Antilles. C’est dans ce contexte qu’éclatent les événements de mai 68. À Bordeaux, les facultés sont occupées, la faculté de lettres est le pôle majeur de la contestation, elle sera occupée jusqu’au 17 juin.
En 1948 est créé l’institut d'études politiques de Bordeaux. Suivent l’institut d’économie régionale du sud-ouest, l’institut d'administration des entreprises en 1955 et l’institut universitaire de technologie en 1966.
En 1958, les centres hospitaliers universitaires sont créés, et en 1976, la faculté de médecine déménage à proximité de celui-ci, suivi par la pharmacie de 1992 à 2002 et par l’odontologie en 2018.

### Cinquième République

#### Scission (1970-2013)

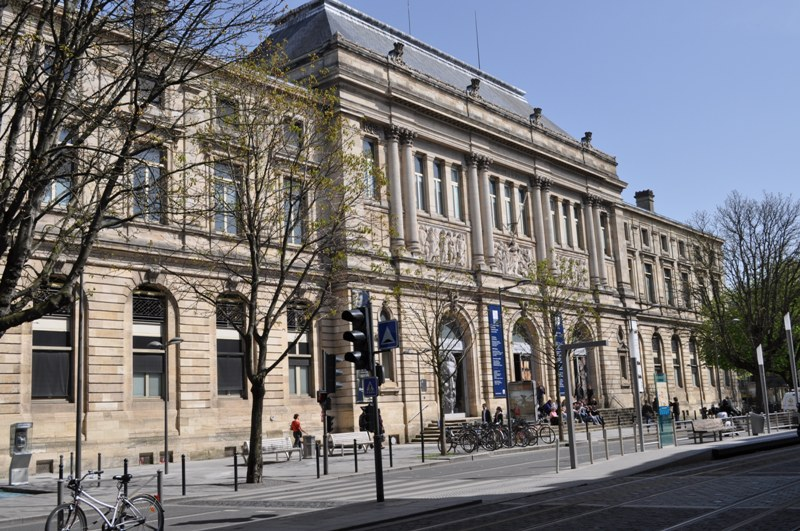
Le bâtiment des facultés des sciences et des lettres. Il appartient aujourd’hui au musée d'Aquitaine, mais l’inscription « Université de Bordeaux » est encore visible (2010).

La loi d’orientation de l’enseignement supérieur du 12 novembre 1968, dite « loi Faure » supprime les facultés et réorganise les universités qui sont désormais des établissements publics à caractère scientifique et cultuel (EPSC), composés d’unités d’enseignement et de recherche (UER) et administrées par des instances élues. Entre 1968 et 1970, l’université de Bordeaux éclate en trois nouvelles universités : Bordeaux-I (sciences, droit, sciences sociales et politiques, sciences économiques et de gestion), Bordeaux-II (médecine, pharmacie) et Bordeaux-III (lettres),,.
L’institut d’études politiques prend son autonomie (il devient une UER érigée en EPSC) ainsi que l’école nationale supérieure d'électronique et de radio-électricité de Bordeaux (UER) et l’école nationale supérieure de chimie de Bordeaux (UER érigée en EPSC rattaché à une université). Après la loi sur l’enseignement supérieur de 1984, dite « loi Savary », ces trois écoles deviennent des établissements publics à caractère administratif rattachés à l’université Bordeaux-I. Les deux écoles d’ingénieurs sont à l’origine de l’institut polytechnique de Bordeaux créé en 2009,
En 1995, l’université Bordeaux-IV (droit, sciences sociales et politiques, sciences économiques et de gestion) est créée après la partition de l’université de Bordeaux-I (qui ne garde que les sciences).
Trois de ces établissements se dotent de nom d’usage en référence à des célébrités bordelaises : Victor Segalen pour Bordeaux-II, Michel de Montaigne pour Bordeaux-III et Montesquieu pour Bordeaux-IV. En 2000, Bordeaux-I compte 10 722 étudiants, Bordeaux-II 15 175, Bordeaux-III 14 847 et Bordeaux-IV 12 681 soit un total de 53 425 étudiants.

#### Refondation (2013-)
Après la loi de programme pour la recherche de 2006, le PRES « Université de Bordeaux » est créé pour fédérer les universités, l’institut d'études politiques et trois écoles d’ingénieurs. À la suite de la loi relative à l'enseignement supérieur et à la recherche de 2013, le PRES devient la communauté d'universités et établissements d'Aquitaine ; comme son nouveau nom l’indique, son périmètre géographique est élargi. En 2017, l’université annonce son retrait de la communauté.
L’université de Bordeaux remporte des appels nationaux à financements comme le plan campus en 2008 et les initiatives d'excellence en 2011, confirmé en 2016. Ces projets sont portés par le PRES avant d’être repris par l’université fusionnée.
L’idée de fusionner les établissements, qui se situe dans une vague nationale de fusion, est évoquée à partir de 2008. Néanmoins l’université Bordeaux-III puis l’institut d’études politiques et l’institut polytechnique se retirent du projet. L’université de Bordeaux est recréée le 1er janvier 2014 après la fusion des universités Bordeaux-I, Bordeaux-II et Bordeaux-IV. Elle a fait partie jusqu'en 2018 de la communauté d'universités et établissements d'Aquitaine (Comue), permettant, sur la base d'un projet partagé, la coordination des offres de formation et de la stratégie de recherche et de transfert. Sur cette base, un seul contrat d'établissement a été conclu entre la Comue et le ministère. La Fondation Bordeaux Université a pour membres fondateurs les membres de cette communauté.
L'université se voit décerner par le jury international en 2016 le label Initiative d'excellence (Idex). Par la suite, elle coordonne l'administration et la direction de l'alliance universitaire européenne Enlight depuis le 1er septembre 2020.
En mars 2023, le bâtiment de la faculté situé sur la place de la Victoire est occupé dans le cadre du mouvement social contre le projet de réforme des retraites. L'occupation débutée le 21 mars prend fin au petit matin du 31 mars avec l'évacuation du bâtiment par les forces de l'ordre à la demande du président de l'université évoquant des raisons de sécurité. Cette occupation est visée par des critiques portant sur des dégradations ou encore sur le choix d'organiser une conférence du militant d'extrême gauche Jean-Marc Rouillan, plusieurs fois condamné par le passé pour assassinats à caractère terroriste et apologie du terrorisme.

#### Présidence
| Portrait                                 | Identité                               | Période         | Période      | Durée                    |
| Portrait                                 | Identité                               | Début           | Fin          | Durée                    |
| ---------------------------------------- | -------------------------------------- | --------------- | ------------ | ------------------------ |
| José Manuel Tunon de Lara, 16 juin 2014. | José Manuel Tunon de Lara (né en 1958) | janvier 2014    | janvier 2022 | 8 ans                    |
| Dean Lewis                               | Dean Lewis (né en 1965)                | 24 janvier 2022 | En cours     | 3 ans, 6 mois et 3 jours |

## Organisation

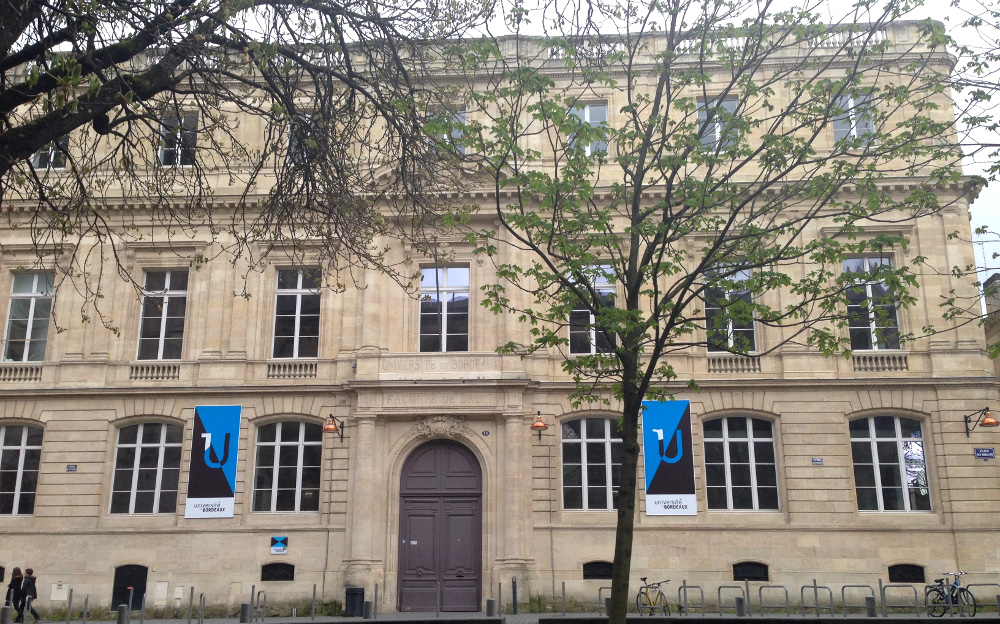
Le bâtiment de la faculté de droit et du pôle juridique et judiciaire, place Pey-Berland.

Le président de l’université, élu pour quatre ans, assure la direction de l’université. Il est assisté d’un bureau. Il préside le conseil d’administration et le conseil académique.
Au niveau intermédiaire, l’université de Bordeaux se compose de collèges de formation et de départements de recherche. Alors que traditionnellement les universités étaient organisées avec, d’une part les unités de formation et de recherche (UFR) et d’autre part les « instituts et écoles », la modification du code de l'éducation par la loi relative à l'enseignement supérieur et à la recherche de 2013 a introduit une certaine souplesse dans la structuration des établissements. L’université comprend des services généraux et des services communs.
L’institut d'études politiques de Bordeaux, l’institut polytechnique de Bordeaux et l’école supérieure des technologies industrielles avancées sont « associés » à l’université de Bordeaux.

### Gouvernance
La gouvernance est composée de :
| Portrait | Poste                                                                      | Identité             |
| -------- | -------------------------------------------------------------------------- | -------------------- |
|          | Vice-présidente du Conseil d'administration                                | Catherine Gauthier   |
|          | Vice-président chargé de la formation et la vie universitaire              | Pascal Lecroart      |
|          | Vice-présidente chargée de la recherche                                    | Nathalie Sans (d)    |
|          | Vice-présidente chargée des ressources humaines                            | Graziella Goglio (d) |
|          | Vice-président chargé des réseaux internationaux                           | Laurent Servant      |
|          | Vice-président chargé des partenariats et des territoires                  | Olivier Pujolar      |
|          | Vice-présidente chargée de l'orientation et de l'insertion professionnelle | Estèle Jouison       |
|          | Vice-président chargé des finances et des moyens                           | Samuel Maveyraud     |
|          | Vice-présidente chargée de l'l'internationalisation                        | Joanne Pagèze        |
|          | Vice-président chargé de l'innovation                                      | Etienne Duguet (d)   |
|          | Vice-présidente chargée de la formation tout au long de la vie             | Laurence Geny-Denis  |
|          | Vice-président chargé de la vie étudiante et vie de campus                 | Bernard Muller       |
|          | Vice-président chargé du patrimoine immobilier                             | Frédéric Bos         |
|          | Vice-président chargé de la qualité de vie et santé au travail             | Alain Garrigou       |
|          | Vice-président étudiant du conseil académique                              | Micakel Larivière    |
|          | Vice-président étudiant du campus de Talence                               | Sacha Duperret (d)   |
|          | Vice-président étudiant du campus de Pessac                                | Jérôme Aliker        |
|          | Vice-président étudiant du campus Carreire                                 | Romain Brégéras      |
|          | Vice-président étudiant du campus Victoire                                 | Judith Benichou      |

,

### Collèges de formation
Les collèges regroupent des composantes de formation internes (UFR, écoles, instituts, unités ou départements de formation),.
| Collège de Droit, Science Politique, Économie, Gestion | Collège des Sciences de la Santé | Collège des Sciences et Technologies | Collège des Sciences de l’Homme |
| --- | --- | --- | --- |
| - Faculté de Droit et Science Politique - Institut d'études judiciaires - Faculté d’Économie, gestion et AES - Institut d'administration des entreprises (IAE) - Département des langues | - Faculté de Médecine - UFR des Sciences pharmaceutiques - UFR des Sciences odontologiques - Institut de Santé Publique, d'Épidémiologie et de Développement - Institut du thermalisme | - UF des Sciences chimiques - UF de Mathématiques et interactions - UF d’Informatique - UF de Physique - UF des Sciences de l’ingénieur - UF des Sciences de la terre et environnement - Département des langues, lettres et communication | - UF d’Anthropologie - UF de Psychologie - UF des Sciences de l’éducation - UF des Sciences et techniques des activités physiques et sportives - UF de Sociologie - Département des langues et cultures |

D’autres composantes sont hors collège : l’unité de formation de biologie et l’institut universitaire de technologie de Bordeaux.
L’institut national supérieur du professorat et de l'éducation (INSPE) de l’académie de Bordeaux (qui a succédé à l’école normale, à l’institut universitaire de formation des maîtres puis à l'écoles supérieures du professorat et de l’éducation) est une composante de l’université,,. Elle dispense un enseignement dans le cadre du master MEEF (Sciences pour les métiers de l’enseignement, de l’éducation et de la formation) et se décline en huit spécialités d’enseignement, accessibles en formation initiale ou continue. Les 1 200 étudiants en master sont répartis sur les six sites de formation implantés dans chaque département de l’académie. Le siège de l'ESPE d'Aquitaine est situé à Mérignac.
Enfin l’Institut des sciences de la Vigne et du Vin (ISVV) est une composante, assimilée à une UFR, qui a pour missions de favoriser les échanges entre toutes les disciplines concourant au développement de la connaissance dans le domaine de la vigne et du vin, il coordonne et promeut l’offre de formation, la recherche, l’attractivité internationale ainsi que la valorisation de ses différentes activités,.

#### Écoles doctorales

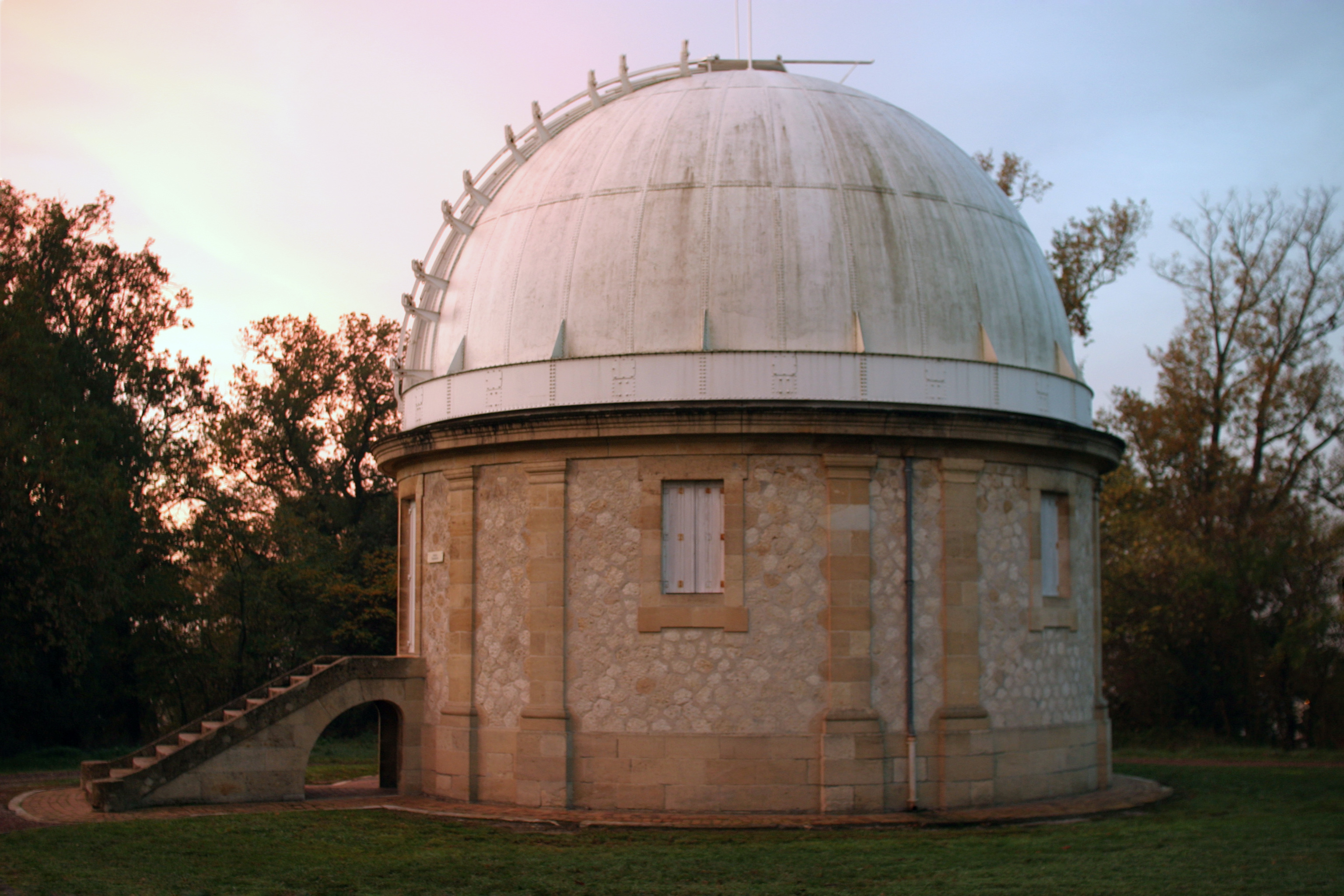
L’observatoire de l’université, à Floirac.

L'Université compte huit écoles doctorales. Elle rassemble les équipes de recherche des composantes universitaires.
- École doctorale de Droit : Droit public, sciences politiques, Droit privé, Droit pénal (ED)
- École doctorale de Sociétés, Politique, Santé publique (SP2)
- École doctorale en Entreprise, Économie, Société (ED EES)
- École doctorale de Mathématiques et Informatique (ED MI)
- École doctorale de Sciences et Environnement (SE)
- École doctorale de Sciences Physiques et de l'ingénieur (ED SPI)
- École doctorale de Sciences de la Vie et de la Santé (ED SVS)
- École doctorale de Sciences chimiques (ED SC)

#### École universitaire de recherche
L'université compte trois écoles universitaires de recherche (EUR). EUR DPH — Graduate School in Digital Public Health consacrée au développement du digital dans le domaine de la santé publique. EUR LIGHTS&T — Advanced Graduate program in Light Sciences & technologies dédiée au développement des lasers et de la photonique. Et, EUR UBGSNeuro — Advanced Graduate School “Bordeaux Neurocampus” consacrée à la neurochirurgie.

### Établissements associés et partenaires

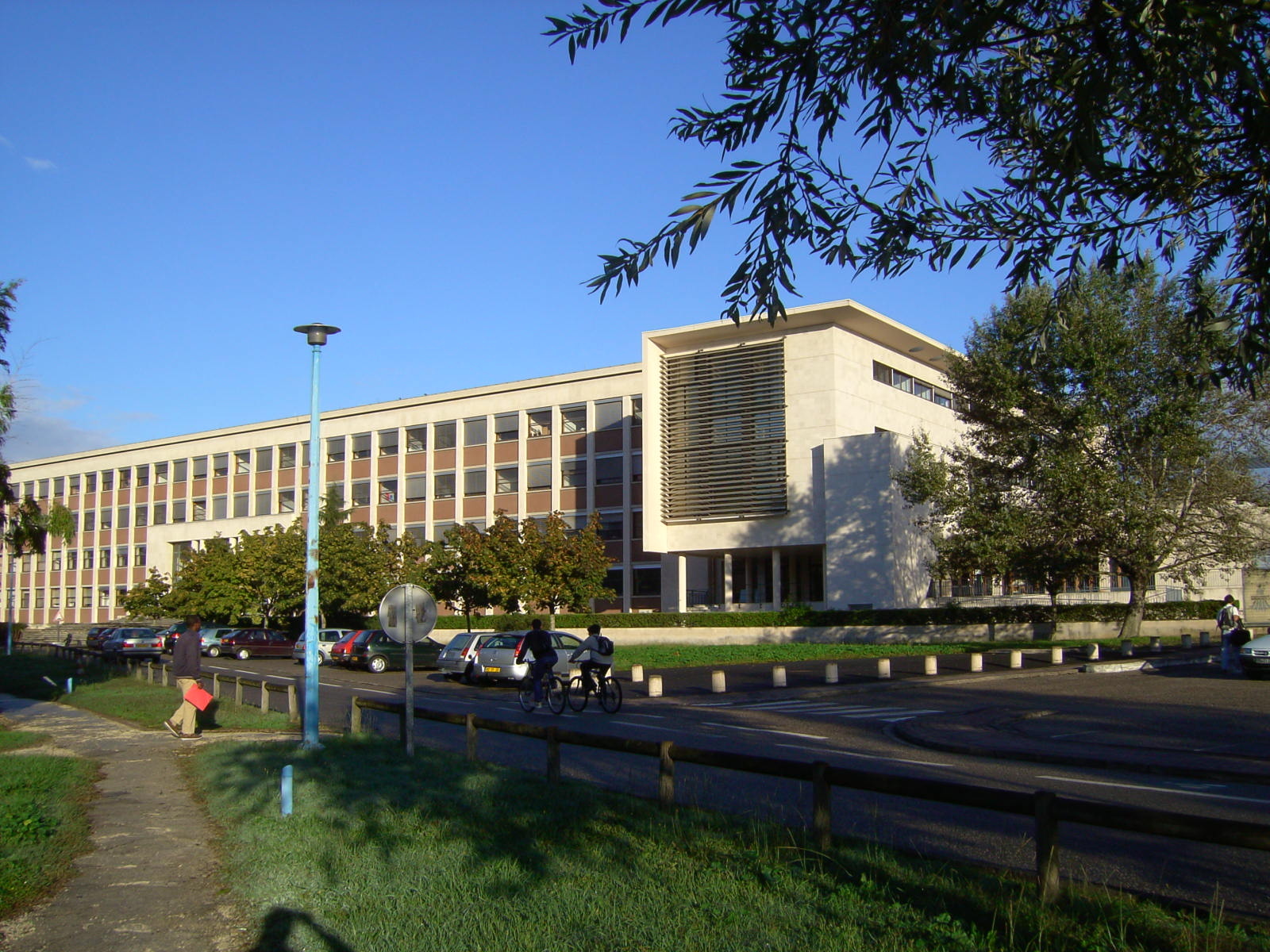
Le bâtiment A33 de l’université Bordeaux-I.

L'université de Bordeaux inscrit son développement dans une démarche partenariale avec les organismes de recherche et les acteurs universitaires :
- Centre national de la recherche scientifique (CNRS)
- INSERM
- INRAE
- Cesta
- Institut polytechnique de Bordeaux
- IFREMER
- INRIA
- CHU de Bordeaux
- Institut Bergonié
- Bordeaux Sciences Agro
- Institut d'optique Graduate School
- Sciences Po Bordeaux, école associée
- Bordeaux INP
- École d'enseignement supérieur d'art de Bordeaux (EBABX)
- École nationale supérieure des arts et métiers (ENSAM)
- École nationale supérieure d'architecture et de paysage de Bordeaux (ENSAP)
- École nationale de la magistrature (ENM)
- École supérieure des technologies industrielles avancées (ESTIA), école associé.

Plusieurs établissements collaborent avec l'université de Bordeaux dans le cadre du développement des pôles de compétitivité dans le sud de la France tels que Aérospace Valley pour l'aéronautique, l'espace et systèmes embarqués, Agrisudouest pour l'agriculture biologique, Aquitaine sciences transfert pour le numérique, Bordeaux Unitec, Cosmetic Valley, Alpha RLH pour les lasers, la photonique et enfin Xylofutur.

### Départements de recherche

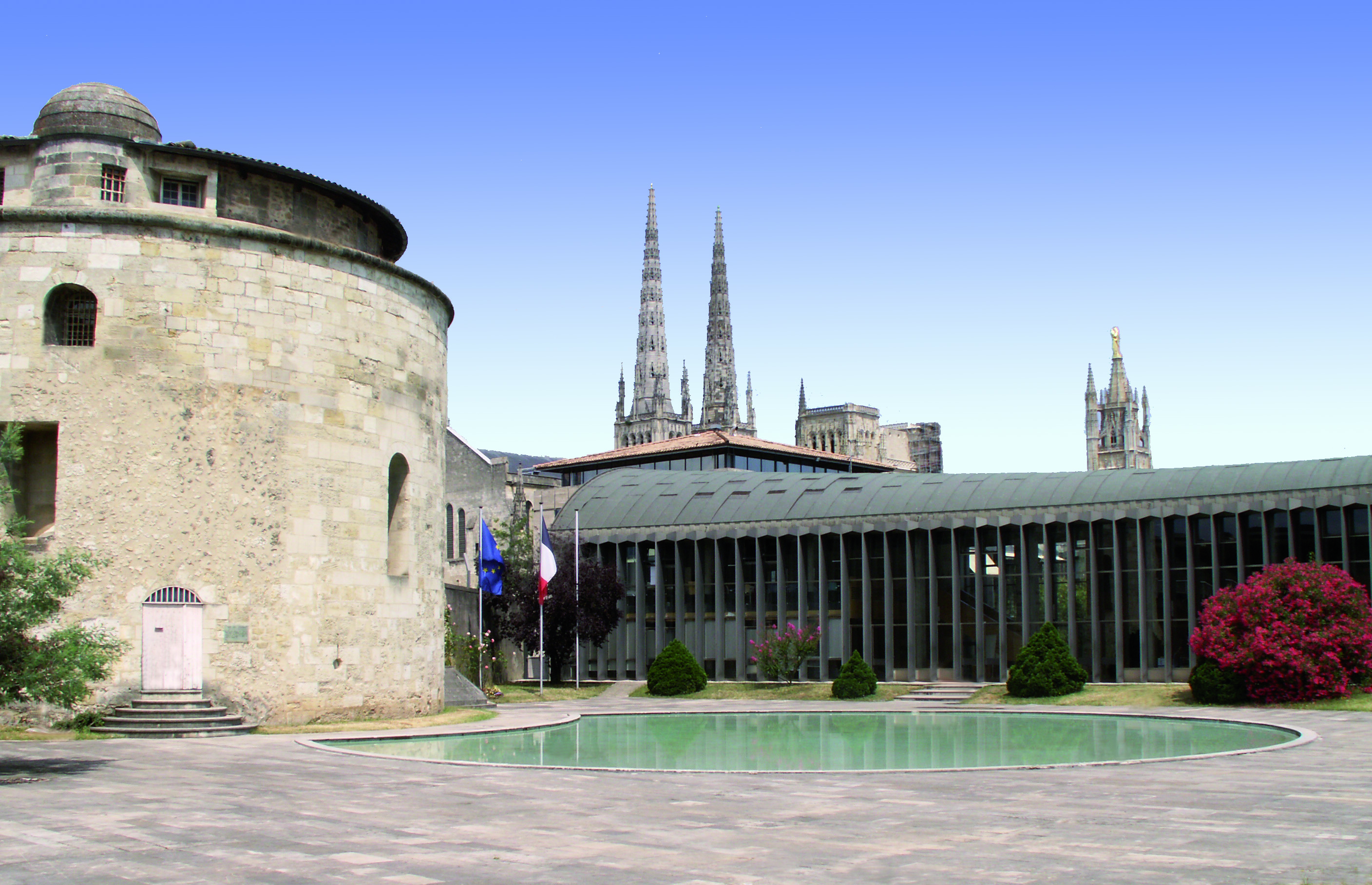
Cour intérieure de l’École nationale de la magistrature à Bordeaux.

Les départements de recherche regroupent des unités de recherche (équipes d’accueil et unités mixtes de recherche). La recherche à l'université de Bordeaux s’appuie sur onze départements, regroupant différents types de structures (unité mixte de recherche, équipes d’accueil, fédération…) dans un même domaine scientifique.
Le Département CHANGES, Sciences sociales des changements contemporains doit comprendre et expliquer, à l'ère de l'anthropocène, les changements climatiques, économiques, techniques ou sociaux sur le monde avec les outils des sciences sociales. Le Département Evaluation, Comportements, Organisations constitue une entité à la croisée des sciences comportementales, organisationnelles et économiques. Le Département Droit et transformations sociales
vise à structurer et à animer la recherche bordelaise en droit et en science politique.
Le Département Bordeaux Neurocampus est consacré à la recherche sur le cerveau et les pathologies qui le touchent, le département Bordeaux Neurocampus compte parmi les tout premiers pôles européens de recherche en neurosciences, du niveau moléculaire au patient. Le Département Sciences biologiques et médicales contribue aux avancées biologiques et à la recherche médicale.
Le département compte 447 enseignants-chercheurs et rattachés. Le Département Santé publique vise à animer l’activité de recherche couvrant différents champs de la santé publique dont l’épidémiologie, les biostatistiques, l’informatique médicale, le handicap, l’économie de la santé.
Le Département Sciences et technologies pour la santé réunit la biophysique, systèmes biologiques, chimie pour le vivant, bioingénierie cellulaire et tissulaire, et l’imagerie biomédicale et de la physiopathologie. Le Département Sciences de l'environnement fédère la recherche sur les travaux environnementaux, scientifiques et sociétaux. Le Département Sciences de l’ingénierie et du numérique regroupe l’ensemble des domaines de l’informatique, de l’électronique, des mathématiques et de la mécanique. Le département compte 1600 personnes dont 500 enseignants-chercheurs et rattachés. Le Département Sciences de la matière et du rayonnement rassemble la chimie et physique. Le Département des Sciences archéologiques conduit des recherches pluri et interdisciplinaires sur les populations humaines du passé, leurs environnements et leurs interactions. Le département compte 450 personnes dont 392 enseignants-chercheurs et rattachés.

### Relations Internationales
L'Université de Bordeaux a conclu des accords de coopération avec plus de 500 universités étrangères, toute matière confondue. Elle propose notamment des doubles diplômes, triples diplômes, cursus intégrés et autres programmes en partenariat avec des universités étrangères.
Dans le cadre du programme européen Erasmus+, c’est avec plus de 294 universités européennes que des accords ont pu être établis dans toutes les disciplines inhérentes au cadre de formation de l’Université de Bordeaux, permettant d'effectuer une période de mobilité à l’étranger.

## Campus
Au 30 juin 2017, le parc immobilier et foncier de l'université de Bordeaux s'étend sur 187 hectares, réparti sur 5 départements de la Nouvelle-Aquitaine, 16 communes et 35 sites géographiques.

### Domaine universitaire de Bordeaux

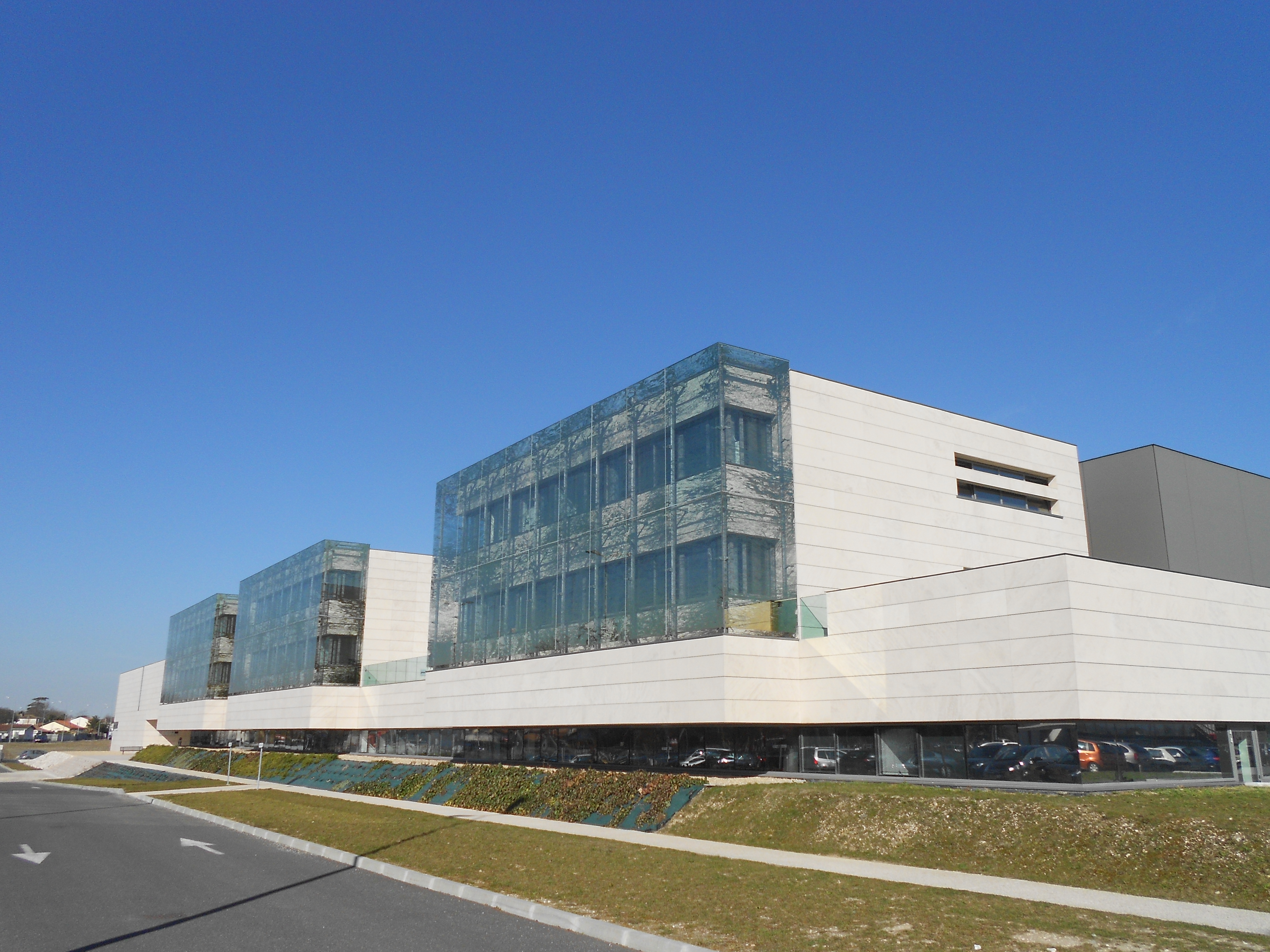
L’institut de la Vigne et du Vin est situé à Villenave-d’Ornon.

Le campus de Talence, consacré aux sciences, est construit par René Coulon entre 1955 et 1961. La place disponible à l’époque a permis de faire éclater l’implantation des constructions, en spécialisant les bâtiments pour chaque discipline ; le cadre naturel est préservé et des plages d’extensions ont été prévues. Ainsi le campus actuel montre des constructions de différents époques, les précautions prises dans les années 1950 étant bien justifiées,. À Pessac, le campus de droit et de sciences économiques a été construit entre 1965 et 1967. En 2008, le PRES université de Bordeaux a été retenu parmi les six premiers projets du Plan campus. Grâce à cette opération et à d’autres sources de financement, le domaine universitaire commence une importante restructuration.
L’Université est aussi installée dans le centre de Bordeaux, à la place de la Victoire (ancienne faculté de médecine et de pharmacie), où ont lieu les formations en sciences de l’Homme et en Sciences et Modélisation. Le site de Carreire, situé à proximité de l’hôpital Pellegrin, l’un des trois groupes hospitaliers formant le CHRU de Bordeaux, accueille les formations de biologie, de médecine et de pharmacie. Ce campus a été construit entre 1967 et 1970.

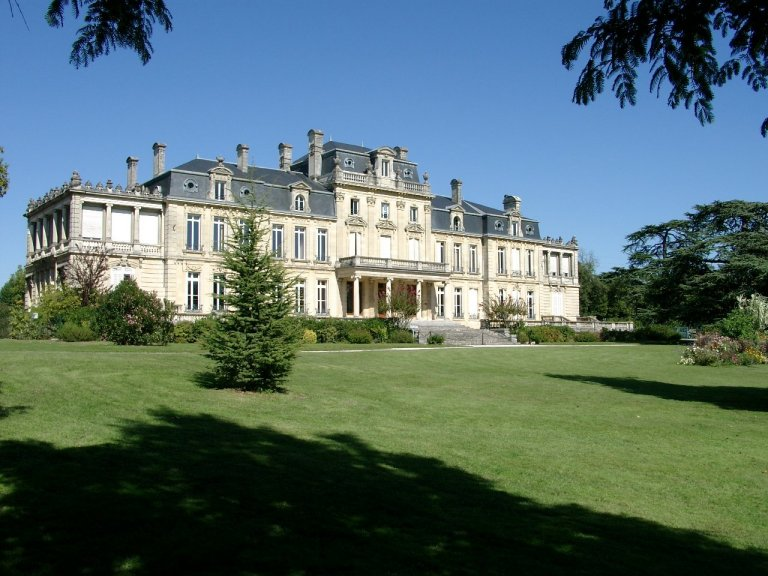
Château Bourran à Mérignac, siège de l’École supérieure du professorat et de l'éducation.

Des bâtiments ont été construits plus récemment comme le pôle universitaire des sciences de gestion dans le quartier de la Bastide, où se trouvent l’institut d'administration des entreprises et des départements de l’IUT.
L'université de Bordeaux est aussi installée à Mérignac (institut de maintenance aéronautique), à Floirac (observatoire de Bordeaux) et sur le domaine de la Grande Ferrade à Villenave-d'Ornon (Institut des Sciences de la Vigne et du Vin).

### En Aquitaine
L’Université dispose également de campus à Agen (sciences et droit) et à Périgueux (droit et IUT). Des antennes délocalisée se trouvent à Arcachon (station marine), aux Eyzies (centre d’anthropologie et de préhistoire), à Dax (institut du thermalisme), sur le site de l'INRA et le campus de la Nive, à Bayonne, (IUP Sport, Management et Gestion des Entreprises, dans les locaux de l'Université de Pau et des Pays de l'Adour).

## Démographie

Le bâtiment « A9 » à Talence, reconstruit entre 2014 et 2015 (2016).

Près de 18 500 étudiants sont inscrits au collège Sciences de la santé, principalement en médecine, pharmacie, odontologie et maïeutique.
Près de 15 000 étudiants sont inscrits au collège Droit, Science politique, économie et gestion. En licence, trois domaines sont délivrés : « Droit et science politique », « Économie et gestion », « Administration économique et sociale ».
Près de 9 500 étudiants sont inscrits au collège Sciences et technologies. En licence, un domaine est délivré : « Sciences, Technologies, Santé ».
Près de 4 400 étudiants sont inscrits au collège Sciences de l'Homme. En licence, trois domaines sont délivrés : « Sciences humaines et sociales », « Sciences et techniques des activités physiques et sportives », et la mention « Mathématiques et informatique appliquées aux sciences humaines et sociales » du domaine « Sciences, Technologies, Santé ».
| 2013   | 2014   | 2015   | 2016   | 2017   | 2018   |
| ------ | ------ | ------ | ------ | ------ | ------ |
| 46 306 | 46 891 | 49 292 | 50 584 | 50 970 | 51 119 |

| 2019   | 2020   | 2021   | 2022   | - | - |
| ------ | ------ | ------ | ------ | - | - |
| 50 519 | 48 735 | 48 707 | 46 845 | - | - |

## Personnalités liées à l'université

### Professeurs
- Doyens de la faculté de lettres[90] :
  - Desèze (1809)
  - Rabanis (1838)
  - Dabas (1851)
  - Roux (1875)
  - Espinas (1887)
  - Stapfer (1890)
  - Radet (1899)
  - Dresch (1919)
  - Cirot (1922)

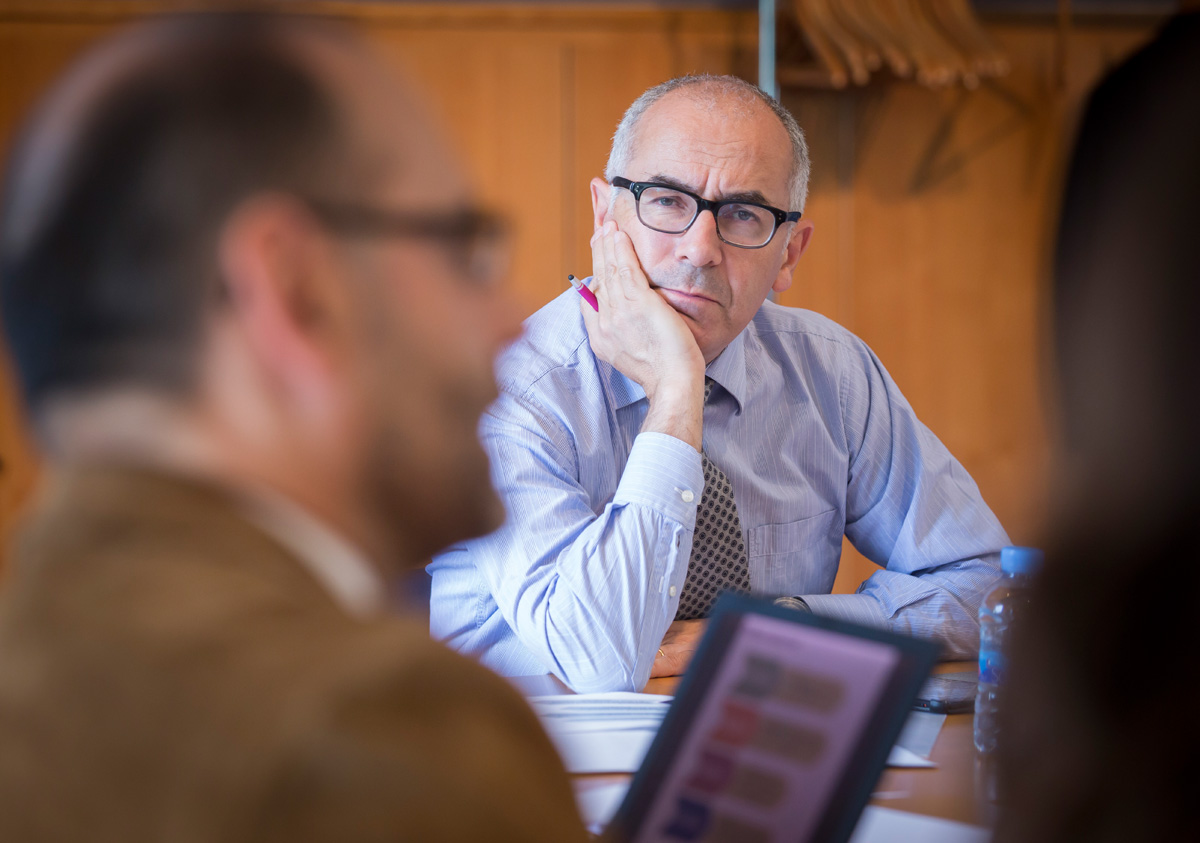
Manuel Tunon de Lara.

- Doyens de la faculté de sciences[91] :
  - Geoffroy Saint-Hilaire (1838)
  - de Collegno (1839)
  - Abria (1845)
  - Lespiault (1886)
  - Rayet (1893)
  - Brunel (1896)
  - Gayon (1900)
  - Padé (1905)
  - Picart (1908)
  - Fallot (1918)
  - Cousin (1924)
  - Dupont (1930)
- Doyens de la faculté de droit :
  - Amédée Couraud (du 10 février 1871 au 20 février 1886)
  - Gabriel Baudry-Lacantinerie[92] (du 26 février 1886 au 1er novembre 1903)
  - Henri Monnier (du 16 novembre 1903 à avril 1919)
  - Léon Duguit (du 23 avril 1909 au 18 décembre 1928)
  - Georges Ferron (du 17 janvier 1929 à septembre 1935)
  - André Ferradou[93] (d'octobre 1935 à septembre 1940)
  - Roger Bonnard (du 28 septembre 1940 au 18 janvier 1944)
  - Henri Vizioz (du 20 janvier 1944 au 1er aout 1948)
  - Robert Poplawski (du 12 janvier 1949 au 8 aout 1953)
  - André Garrigou-Lagrange (du 22 septembre 1953 au 19 octobre 1962)
  - Joseph Lajugie (du 19 octobre 1962 au 1er juillet 1968)
- Présidents de l’université :
  - Manuel Tunon de Lara (de la fusion en 2014 à janvier 2022)
  - Dean Lewis (depuis janvier 2022)

## Étudiants

### Universitaire

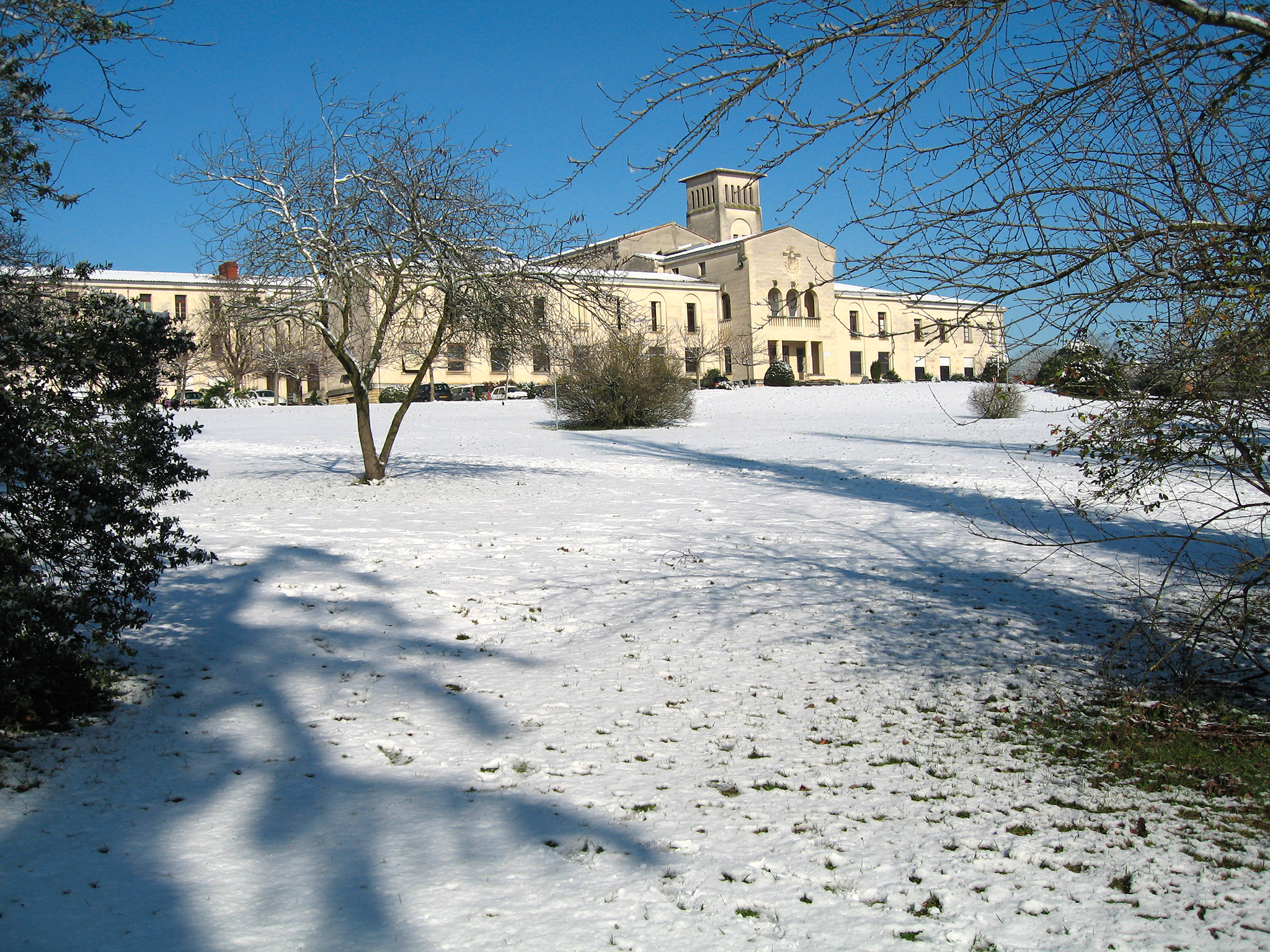
Présidence de l'université, domaine du Haut Carré à Talence.

- Geoffrey Keating (c. 1569–c. 1644), historien irlandais
- Léon Duguit (1859-1928), spécialiste français du droit public
- Henri Moysset (1875-1949), historien et homme politique français
- Jacques Ellul (1912-1994), philosophe français, sociologue, théologien laïc et professeur
- James Joll (1918-1994), historien et professeur d’université britannique
- Julio Cotler (1932-2019), anthropologue et sociologue péruvien
- Théophile Obenga (1936), égyptologue congolais
- Spencer C. Tucker (1937), historien militaire américain
- Charles Butterworth (1938), philosophe politique américain
- Helene Hagan (1939), anthropologue américano-marocaine et militante amazighe
- Pascal Salin (1939), économiste et professeur français
- Marie-France Vignéras (1946), mathématicien français
- Alfredo Co (1949), sinologue philippin
- Idowu Bantale Omole (1954), professeur et administrateur universitaire nigérian
- Abderrahmane Hadj-Salah (1928-2017), linguiste algérien

### Littérature et journalisme
- François Mauriac (1885-1970) romancier, dramaturge, critique, poète, journaliste et prix Nobel
- Saint-John Perse (1887-1975), poète-diplomate français
- Georges Cazenave (1905-1982), enseignant et poète français
- Lucien Xavier Michel-Andrianarahinjaka (1929–1997), écrivain, poète et homme politique malgache

### Business, droit et politique
- Vicomte de Martignac (1778-1832), homme d’État français
- Jean Ybarnégaray (1883-1956), homme politique basque-français
- Jean-Fernand Audeguil (1887–1956), homme politique français
- Ba Maw (1893–1977), chef de l’Etat de Birmanie
- Michel Kafando (1942), diplomate burkinabé
- Xavier Darcos (1947), homme politique, érudit, fonctionnaire et ancien ministre du Travail
- Jean-Paul Gonzalez (1947), virologue français
- Mario Aoun (1951), homme politique libanais
- Alain Vidalies (1951), secrétaire d’État français aux Transports, à la Mer et à la Pêche
- Nagoum Yamassoum (1954), politicien tchadien et ancien Premier ministre du Tchad
- Anicet-Georges Dologuélé (1957), homme politique centrafricain
- Reza Taghipour (1957), politicien conservateur iranien
- Thierry Santa (1967), homme politique polynésien français en Nouvelle-Calédonie
- Germaine Kouméalo Anaté (1968), ministre du gouvernement togolais, universitaire et écrivain
- Olivier Falorni (1972), député français, secrétaire général du gouvernement
- Myriam El Khomri (1978), ministre du travail, de l'emploi et de la formation professionnelle , députée et femme politique française
- Nicole Bricq, femme politique française
- Hassan II, roi du Maroc de 1961 à 1999, diplômé de la faculté de droit de Bordeaux
- Nicolas Florian, maire de Bordeaux
- Moulay Rachid, prince du Maroc
- Aubrey Willis Williams (1890–1965), militante américaine des droits sociaux et civils
- Jean-Claude Bajeux (1931–2011), militant politique haïtien et professeur
- Louis Clayton Jones (1935–2006), procureur international afro-américain et leader des droits civils
- Mireille Gillings (1971), neurobiologiste et entrepreneur canadien-français
- Olivier Le Peuch (1963/1964), homme d’affaires français, PDG de Schlumberger[94]
- Thomas Barclay (c. 1570–1632), juriste et professeur écossais
- Ba Maw (1893-1977), homme politique birman
- James Marshall Sprouse (1923–2004), magistrat à la Cour aux États-Unis
- Eugène Nyambal, économiste Camerounais.
- Éric Lamarque (1967), universitaire et banquier français

### Sciences
- Joseph-Ignace Guillotin (1738-1814), physicien français, homme politique, franc-maçon et homonyme guillotine
- Célestin Sieur (1860-1955), médecin français
- Charles-Joseph Marie Pitard (1873-1927), pharmacien et botaniste français
- Pierre-Paul Grassé (1895-1985), zoologiste français
- Émile Peynaud (1912–2004), œnologue français
- Laure Gatet (1913-1943), pharmacienne, biochimiste et espionne
- Basile Adjou Moumouni (1922-2019), médecin béninois
- Roland Paskoff (1933-2005), géologue français
- Jean-Marie Tarascon (1953), chimiste et professeur de français
- Bruno Vallespir (1960), ingénieur et professeur de français
- Emma Gao Œnologue
- Roger Naslain, chimiste français.

### Sports
- Jean-Pierre Escalettes (1935), footballeur retraité français
- Karounga Keïta (1941), officiel de football malien et ancien entraîneur et joueur

## Vie universitaire

### Bureaux de la vie étudiante
Les bureaux de la vie étudiantes (BVE), service de vie étudiante de l'université de Bordeaux sont présents 4 campus (Carreire, Victoire, Peixotto, Montesquieu), et ont pour mission de fournir des aides et un accompagnement aux étudiants (aides sociales, recherche d'emploi étudiant, de logement) et aux associations (subventions, organisation d'événements).
L'Université de Bordeaux compte un peu plus de 175 associations répartis sur l'ensemble de ses campus. Certaines de ces associations sont réunies au sein de la fédération ATENA.

### Développement durable
Plusieurs mesures incitatives en faveur du développement durable ont été mise en place pour l'octroi de subventions FSDIE.
Par ailleurs, l'université a fait intervenir l'association Monarch Intelligence à plusieurs reprises pour sensibiliser aux objectifs de développement durable,.

## Patrimoine universitaire

### Fonds patrimoniaux des bibliothèques
La bibliothèque naît en 1879, lors de la création de l'Université. Actuellement, les ouvrages de la bibliothèque de Bordeaux sont répartis sur plusieurs sites, en fonction de leur thématique :
- Droit et science politique (Campus de Pessac et Pey Berland)
- Économie et gestion (Campus de Pessac)
- Sciences de l'Homme (Campus de la Victoire)
- Sciences du vivant et de la santé (Campus de Carreire)
- Sciences et technologies (Campus de Talence)

La bibliothèque présente également un fonds d'ouvrages anciens, témoignant d'un patrimoine documentaire riche :
- 12 000 volumes antérieurs à 1914 (dont 10 incunables et 1000 livres anciens) ;
- 60 manuscrits répertoriés.

Une collection de moulages et de photographies compose également le fonds patrimonial de l'université Bordeaux-Montaigne.

### Les collections scientifiques
L'université de Bordeaux possède diverses collections scientifiques, réparties dans différents lieux, qui ont chacune un intérêt d'enseignement et de recherche.

#### Astronomieetastrophysique
L'observatoire de Bordeaux est construit à partir de 1878 par l'astronome bordelais Georges Rayet dans la commune de Floirac (Gironde). La collection d'astronomie et d'astrophysique est composé de six instruments fixes dont une lunette méridienne datant de 1880, de cinq cents instruments mobiles (chronographes, baromètres...), d'objets d'art tels que des aquarelles d'observation de quatre abris d'instruments (coupoles), d'un millier d'ouvrages d'astronomie et d'astrophysique et plus de deux cents dossier d'archives. Ces outils, en plus de servir de témoin d'un contexte, l'astronomie au XIXe siècle à Bordeaux, ont une portée pédagogique pour les spécialistes autant que pour les amateurs.

#### Biologie animale
La collection de biologie animale regroupe l’ancienne collection de l’Institut de zoologie et différents dons effectués dès le début du XXe siècle. Elle est constituée de plus de 20 000 spécimens dont des arthropodes, des oiseaux et des oiseaux exotiques, des mammifères, des cniadaires, des céphalopodes, des téléostéens, des polychètes, des spongiaires et mollusques, des crustacés, des urochordés & des échinodermes, des batraciens, des crocodiliens et des chéloniens, des chondrichthyens, des chiroptères, etc. La diversité et la richesse de cette collection est un véritable atout pour les étudiants, les professeurs chercheurs et les naturalistes.

#### Carothèqueocéanique
C’est l’UMR EPOC (Environnements et Paléoenvironnements Océaniques et Continentaux) qui enrichit chaque année la carothèque océanique de l’université de Bordeaux, située à Talence. Elle comprend 10 000 mètres de sédiments, divisés en 600 ponctions réalisées partout dans le monde. Chaque année, la carothèque de l’université reçoit 500 mètres linéaires de plus de sédiments. Le site de la Cyber Carthotèque Nationale est une source de référence pour en savoir plus sur les carottes récupérées par les laboratoires français. Les données fournies par l’étude de ces sédiments est notamment nécessaire à la compréhension du climat et à son anticipation.

#### Paléontologie
La collection de paléontologie résulte d’une mise en commun des collections réunies par les professeurs de la Faculté des sciences et des collections privées d’amateurs, faisant de la collection universitaire une source riche de grande ampleur. Cette collection est également enrichie d’un fonds rare et ancien, celui du Dr Jean-Pierre de Grateloup, docteur et naturaliste avant-gardiste du XIXe siècle qui classait et étiquetait déjà ses fossiles.
Cette collection est composée de 10 000 spécimens, notamment des macrofossiles, dont ceux du DrGrateloup (1782-1861), et des microfossiles de l’ère tertiaire, issus principalement de la région Aquitaine. Ce sont en majorité des spécimens marins. Il subsiste également environ 3000 spécimens dont l’identité reste à confirmer avec les outils actuels. L’étude de ces spécimens est essentielle pour comprendre l’histoire de la Terre.
Le TYFIPAL (Types et Figurés en Paléontologie inventorie les fossiles trouvés et les différents spécimens conservés en France.

#### Géologie
La carothèque-lithotèque de l'université possède, dans son Annexe Bonnefont, un ensemble complet d'échantillons géologiques prélevés en surface (affleurements) ou en profondeur (forages) : c'est la seule collection française complète et représentative des séries géologiques de l'Aquitaine. La collection est composée de 1 600 forages et de plus de 30 000 échantillons lithologiques. Ce matériel sédimentaire contient aussi des fossiles notamment de la microfaune marine.
Cette collection a un enjeu national puisque l'Aquitaine est le plus grand bassin sédimentaire français et que les carrières, marnières et affleurements disparaissent progressivement. Les échantillons géologiques sont des outils pour la connaissance de la région, la recherche en eau et hydrocarbures, les constructions et les questions d'environnement.

#### Botanique
Le jardin botanique de Talence appartient à l'Université de Bordeaux. Il est utilisé pour les enseignements pratiques de botanique. Le lieu compte environ 1800 espèces végétales, appartenant à plus de 180 familles. Il possède deux serres, un bâtiment de classe et une orangerie abritant un herbier général de 108 cartons (1830-1930), ainsi que plusieurs herbiers d’intérêt régional à l’instar de l’herbier Tempère.

#### Préhistoire
Les collections préhistoriques regroupent d'anciens fonds de la faculté de médecine de Bordeaux et des collections privées, notamment la collection Neuville. Elles se trouvent au laboratoire PACEA de l'université. Elles sont constituées par une ostéothèque d'ossements de grands mammifères représentés à l'époque préhistorique, de squelettes d'oiseaux et de la microfaune.
La lithothèque du laboratoire possède plusieurs types de silex d'Aquitaine et de Touraine, ainsi que d'autres roches dures diverses aptes à la taille de pierre.
De même, des fonds sont en cours de constitution : un fond d'outils et d'objets fabriqués lors d'expérimentations de taille de roches (débitage, façonnage) ainsi qu'une collection de lames minces de sédiments. Ces collections sont utilisées pour la recherche, notamment dans les comparaisons entre les différents sites préhistoriques ; elles sont aussi utilisées par les enseignants.

#### Anthropologiebiologique
Les collections d'anthropologie biologique de l'Université de Bordeaux sont réunies au laboratoire d'anthropologie PACEA de l'université. Ces collections sont composées d'une ostéothèque humaine de plus de 300 séries ostéo-archéologiques, ainsi que de sépultures paléolithiques et d'environ 1 700 moulages de pièces fossilisées humaines (crâniennes et infra-crâniennes). Toutes ces collections documentent les caractéristiques biologiques et les étapes de l'évolution humaine.

#### Ethnographie
Le Musée d'ethnographie de l'université de Bordeaux dispose d’un fonds rassemblant près de 6000 objets ethnographiques issus de 5 continents différents.

#### Sciences de la Santé
Le centre UB’L3, géré par Patricia Pinson, contient un labo BSL3 qui recherche des pathogènes comme HIV, HCV, ZIKV et SARS-CoV-2.

#### Galerie
- « Pigeons et gallinacés ».
- « Edentés & rongeurs ».
- « Classification des "races" » (attention, cette planche ne justifie pas le racisme, elle illustre la mentalité d'une époque).
- « I-Animaux ».
- « Vertébrés 1° mammifères ».
- « Animaux ».
- Clichés de O'Gorman, Gaëtan (1861-1939 ; comte).
- Clichés de O'Gorman, Gaëtan (1861-1939 ; comte).
- Clichés de O'Gorman, Gaëtan (1861-1939 ; comte).
- Clichés de O'Gorman, Gaëtan (1861-1939 ; comte).
- « Nos fleurs », Leclerc Du Sablon.
- « Nos fleurs », Leclerc Du Sablon.
- « Nos fleurs », Leclerc Du Sablon.
- « Nos fleurs », Leclerc Du Sablon.
- « Nos fleurs », Leclerc Du Sablon.
- « Nos fleurs », Leclerc Du Sablon.

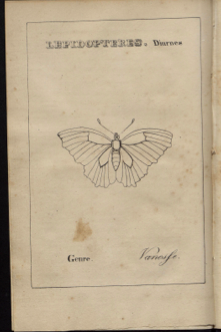
Illustration de l'Introduction à l'histoire naturelle des insectes.
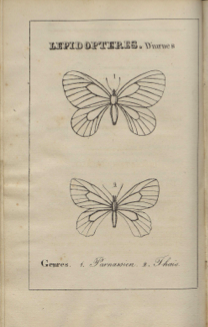
Illustration de l'Introduction à l'histoire naturelle des insectes.
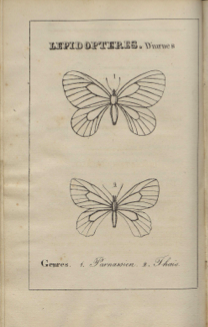
Illustration de l'Introduction à l'histoire naturelle des insectes.
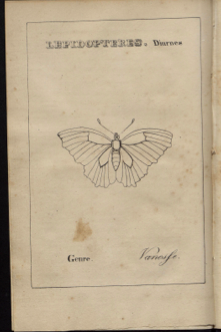
Illustration de l'Introduction à l'histoire naturelle des insectes.
- Illustration de l'Introduction à l'histoire naturelle des insectes.
- Illustration de l'Introduction à l'histoire naturelle des insectes.
- Illustration de l'Introduction à l'histoire naturelle des insectes.
- Illustration de l'Introduction à l'histoire naturelle des insectes.
- Illustration de l'Introduction à l'histoire naturelle des insectes.
- Illustration du mouvement des planètes.
- Illustration du mouvement des planètes.
- Illustration du mouvement des planètes.